# Hälleforsnäs
Hälleforsnäs est une localité de Suède dans la commune de Flen située dans le comté de Södermanland.
Sa population était de 1 666 habitants en 2019.